# Rugby à XV dans le monde
Le rugby à XV se pratique sur l'ensemble de la planète sous l'égide de World Rugby. En 2014, World Rugby compte 102 membres et 18 fédérations associées. 

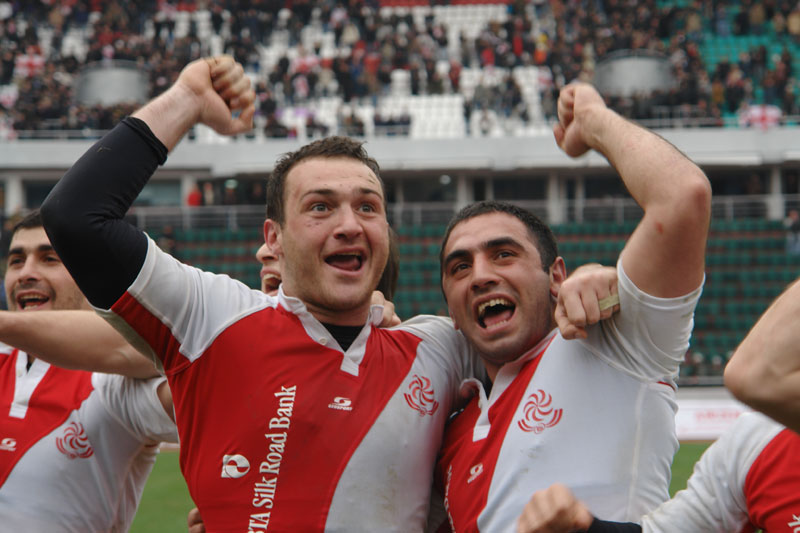
Les Géorgiens célèbrent la victoire sur les Russes en 2007.

Le rugby à XV est un sport populaire, avec une tradition et un enracinement anciens, en Afrique du Sud, en Angleterre, en Argentine, en Australie, au Canada, en Écosse, aux Fidji, en France, en Géorgie, en Irlande, en Italie, au Japon, en Nouvelle-Zélande, au pays de Galles, en Roumanie, aux Samoa et aux Tonga. C'est le sport national et la fierté du pays de Galles et de la Nouvelle-Zélande. D'autres pays comme les États-Unis, le Sri Lanka, l'Inde, Singapour, la Malaisie, le Paraguay, l'Uruguay, le Chili, l'Allemagne, la Belgique, la Russie, le Portugal et de nombreux pays africains pratiquent également ce sport. Ainsi, les États-Unis sont champions olympiques en titre, depuis Paris et 1924. Le premier club allemand est fondé la même année que le premier club français, le premier club canadien avant. Le rugby à XV a gagné du crédit en Italie avec l'incorporation au Tournoi des Six Nations. Le Japon n'a pas obtenu l'organisation de la Coupe du monde 2011, c'est toutefois une nation qui a un championnat qui offre de solides garanties financières et qui compte plus de 100 000 licenciés. 
Divers archipels polynésiens ou mélanésiens (Fidji, Tonga, Samoa) affichent une culture quinziste. Très originalement, il n'est pas rare que selon l'avancée des saisons, les joueurs pratiquent le XV, le XIII ou le VII. Le haut niveau ne s'y conçoit cependant que dans l'exil en Nouvelle-Zélande, en Australie ou en Angleterre.
Les licenciés de rugby à XV dans le monde (en milliers) 
World Rugby, anciennement International Rugby Board (IRB), créé en 1886, gouverne ce sport et publie les règles et le classement des équipes nationales. Au 31 décembre 2014, 102 fédérations sont des membres affiliés et 18 sont associées. Selon les informations de World Rugby, le rugby à XV est disputé dans plus de cent pays sur les six continents par des hommes et des femmes de tout âge.
Bien que les fédérations suivent de manière générale la logique étatique, certaines font figure d'exception. Les cas de figure les plus notables sont ceux des territoires britanniques, l'équipe d'Irlande représentant tout le territoire de l'île d'Irlande, englobant à la fois la république d'Irlande et le territoire d'Irlande du Nord, tandis que les trois autres nations du Royaume-Uni sont représentées indépendamment par les équipes d'Angleterre, d'Écosse, et du pays de Galles.

Toutes les fédérations membres ou associées à World Rugby sont ici représentées selon l'importance de leur nombre de licenciés par continent (les données sont de 2018).
Amérique du Nord :
> 100000 licenciés
> 40000 licenciés
> 20000 licenciés
> 10000 licenciés
> 5000 licenciés
< 5000 licenciés
Amér. centrale et du Sud :
> 100000 licenciés
> 40000 licenciés
> 20000 licenciés
> 10000 licenciés
> 5000 licenciés
< 5000 licenciés
Europe :
> 200000 licenciés
> 100000 licenciés
> 40000 licenciés
> 20000 licenciés
> 10000 licenciés
> 5000 licenciés
< 5000 licenciés
Afrique :
> 600000 licenciés
> 200000 licenciés
> 100000 licenciés
> 40000 licenciés
> 20000 licenciés
> 10000 licenciés
> 5000 licenciés
< 5000 licenciés
Asie :
> 100000 licenciés
> 40000 licenciés
> 20000 licenciés
> 10000 licenciés
> 5000 licenciés
< 5000 licenciés
Océanie :
> 200000 licenciés
> 100000 licenciés
> 40000 licenciés
> 20000 licenciés
> 10000 licenciés
> 5000 licenciés
< 5000 licenciés

## Par pays

### Europe
| Pays               | Entrée | Fédération nationale | Équipe nationale             | Championnat national (création) | Rugby à XV national              |
| ------------------ | ------ | -------------------- | ---------------------------- | ------------------------------- | -------------------------------- |
| Allemagne          | 1988   | Fédération           | Équipe d'Allemagne           | Championnat (1909)              | Rugby à XV en Allemagne          |
| Andorre            | 1991   | Fédération           | Équipe d'Andorre             | Championnat ()                  | Rugby à XV en Andorre            |
| Angleterre         | 1890   | Fédération           | Équipe d'Angleterre          | Championnat (1889)              | Rugby à XV en Angleterre         |
| Autriche           | 1992   | Fédération           | Équipe d'Autriche            | Championnat ()                  | Rugby à XV en Autriche           |
| Azerbaïdjan        | 2004   | Fédération           | Équipe d'Azerbaïdjan         | Championnat ()                  | Rugby à XV en Azerbaïdjan        |
| Belgique           | 1988   | Fédération           | Équipe de Belgique           | Championnat (1936)              | Rugby à XV en Belgique           |
| Bosnie-Herzégovine | 1996   | Fédération           | Équipe de Bosnie-Herzégovine | Championnat ()                  | Rugby à XV en Bosnie-Herzégovine |
| Bulgarie           | 1992   | Fédération           | Équipe de Bulgarie           | Championnat ()                  | Rugby à XV en Bulgarie           |
| Chypre             | 2014   | Fédération           | Équipe de Chypre             | Championnat ()                  | Rugby à XV à Chypre              |
| Croatie            | 1992   | Fédération           | Équipe de Croatie            | Championnat ()                  | Rugby à XV en Croatie            |
| Danemark           | 1988   | Fédération           | Équipe du Danemark           | Championnat (1960)              | Rugby à XV au Danemark           |
| Écosse             | 1886   | Fédération           | Équipe d'Écosse              | Championnat (1953)              | Rugby à XV en Écosse             |
| Espagne            | 1988   | Fédération           | Équipe d'Espagne             | Championnat (1953)              | Rugby à XV en Espagne            |
| Finlande           | 2001   | Fédération           | Équipe de Finlande           | Championnat (2002)              | Rugby à XV en Finlande           |
| France             | 1978   | Fédération           | Équipe de France             | Championnat (1892)              | Rugby à XV en France             |
| Géorgie            | 1992   | Fédération           | Équipe de Géorgie            | Championnat (1990)              | Rugby à XV en Géorgie            |
| Grèce              | 2009   | Fédération           | Équipe de Grèce              | Championnat (2005)              | Rugby à XV en Grèce              |
| Hongrie            | 1991   | Fédération           | Équipe de Hongrie            | Championnat (1990)              | Rugby à XV en Hongrie            |
| Irlande            | 1886   | Fédération           | Équipe d'Irlande             | Championnat (1946)              | Rugby à XV en Irlande            |
| Israël             | 1988   | Fédération           | Équipe d'Israël              | Championnat ()                  | Rugby à XV en Israël             |
| Italie             | 1987   | Fédération           | Équipe d'Italie              | Championnat (1928)              | Rugby à XV en Italie             |
| Kosovo             | -      | Fédération           | Équipe du Kosovo             | Championnat (2019)              | Rugby à XV au Kosovo             |
| Lettonie           | 1991   | Fédération           | Équipe de Lettonie           | Championnat ()                  | Rugby à XV en Lettonie           |
| Lituanie           | 1992   | Fédération           | Équipe de Lituanie           | Championnat ()                  | Rugby à XV en Lituanie           |
| Luxembourg         | 1991   | Fédération           | Équipe du Luxembourg         | Championnat ()                  | Rugby à XV au Luxembourg         |
| Malte              | 2000   | Fédération           | Équipe de Malte              | Championnat ()                  | Rugby à XV à Malte               |
| Moldavie           | 1994   | Fédération           | Équipe de Moldavie           | Championnat ()                  | Rugby à XV en Moldavie           |
| Monaco             | 1998   | Fédération           | Équipe de Monaco             | Championnat ()                  | Rugby à XV à Monaco              |
| Monténégro         | -      | Fédération           | Équipe du Monténégro         | Championnat ()                  | Rugby à XV au Monténégro         |
| Norvège            | 1993   | Fédération           | Équipe de Norvège            | Championnat (1992)              | Rugby à XV en Norvège            |
| Pays-Bas           | 1988   | Fédération           | Équipe des Pays-Bas          | Championnat (1935)              | Rugby à XV aux Pays-Bas          |
| Pays de Galles     | 1886   | Fédération           | Équipe du pays de Galles     | Championnat (1894)              | Rugby à XV au pays de Galles     |
| Pologne            | 1988   | Fédération           | Équipe de Pologne            | Championnat (1957)              | Rugby à XV en Pologne            |
| Portugal           | 1988   | Fédération           | Équipe du Portugal           | Championnat (1958)              | Rugby à XV au Portugal           |
| Roumanie           | 1987   | Fédération           | Équipe de Roumanie           | Championnat (1914)              | Rugby à XV en Roumanie           |
| Russie             | 1990   | Fédération           | Équipe de Russie             | Championnat (1992)              | Rugby à XV en Russie             |
| Saint-Marin        | -      | Fédération           | Équipe de Saint-Marin        | -                               | Rugby à XV à Saint-Marin         |
| Serbie             | 1988   | Fédération           | Équipe de Serbie             | Championnat ()                  | Rugby à XV en Serbie             |
| Slovaquie          | -      | Fédération           | Équipe de Slovaquie          | Championnat ()                  | Rugby à XV en Slovaquie          |
| Slovénie           | 1996   | Fédération           | Équipe de Slovénie           | Championnat ()                  | Rugby à XV en Slovénie           |
| Suède              | 1988   | Fédération           | Équipe de Suède              | Championnat (1943)              | Rugby à XV en Suède              |
| Suisse             | 1988   | Fédération           | Équipe de Suisse             | Championnat (1972)              | Rugby à XV en Suisse             |
| Tchéquie           | 1988   | Fédération           | Équipe de Tchéquie           | Championnat (1993)              | Rugby à XV en Tchéquie           |
| Turquie            | -      | Fédération           | Équipe de Turquie            | Championnat ()                  | Rugby à XV en Turquie            |
| Ukraine            | 1992   | Fédération           | Équipe d'Ukraine             | Championnat (1991)              | Rugby à XV en Ukraine            |

### Amérique du Sud
| Pays       | Entrée | Fédération nationale | Équipe nationale              | Championnat national (création) | Rugby à XV national      |
| ---------- | ------ | -------------------- | ----------------------------- | ------------------------------- | ------------------------ |
| Argentine  | 1987   | Fédération           | Équipe d'Argentine de rugby   | Championnat (1993)              | Rugby à XV en Argentine  |
| Brésil     | 1995   | Fédération           | Équipe du Brésil de rugby     | Championnat                     | Rugby à XV au Brésil     |
| Chili      | 1991   | Fédération           | Équipe du Chili de rugby      | Championnat                     | Rugby à XV au Chili      |
| Colombie   | 1999   | Fédération           | Équipe de Colombie de rugby   | Championnat                     | Rugby à XV en Colombie   |
| Costa Rica | 2014   | Fédération           | Équipe du Costa Rica de rugby | Championnat                     | Rugby à XV au Costa Rica |
| Guatemala  | 2016   | Fédération           | Équipe du Guatemala de rugby  | Championnat (2008)              | Rugby à XV au Guatemala  |
| Paraguay   | 1989   | Fédération           | Équipe du Paraguay de rugby   | Championnat                     | Rugby à XV au Paraguay   |
| Pérou      | 1999   | Fédération           | Équipe du Pérou de rugby      | Championnat                     | Rugby à XV au Pérou      |
| Uruguay    | 1989   | Fédération           | Équipe d'Uruguay de rugby     | Championnat                     | Rugby à XV en Uruguay    |
| Venezuela  | 1998   | Fédération           | Équipe du Venezuela de rugby  | Championnat (1976)              | Rugby à XV au Venezuela  |

### Afrique
| Pays           | Entrée | Fédération nationale | Équipe nationale                 | Championnat national (création) | Rugby à XV national          |
| -------------- | ------ | -------------------- | -------------------------------- | ------------------------------- | ---------------------------- |
| Afrique du Sud | 1949   | Fédération           | Équipe d'Afrique du Sud de rugby | Championnat                     | Rugby à XV en Afrique du Sud |
| Algérie        | 2019   | Fédération           | Équipe d'Algérie de rugby        | Championnat                     | Rugby à XV en Algérie        |
| Botswana       | 1994   | Fédération           | Équipe du Botswana de rugby      | Championnat                     | Rugby à XV au Botswana       |
| Burkina Faso   | 2018   | Fédération           | Équipe du Burkina Faso de rugby  | Championnat                     | Rugby à XV au Burkina Faso   |
| Burundi        | 2004   | Fédération           | Équipe du Burundi de rugby       | Championnat                     | Rugby à XV au Burundi        |
| Cameroun       | 1999   | Fédération           | Équipe du Cameroun de rugby      | Championnat                     | Rugby à XV au Cameroun       |
| Côte d'Ivoire  | 1988   | Fédération           | Équipe de Côte d'Ivoire de rugby | Championnat                     | Rugby à XV en Côte d'Ivoire  |
| Égypte         | 2022   | Fédération           | Équipe d'Égypte de rugby         | Championnat                     | Rugby à XV en Égypte         |
| Eswatini       | 1998   | Fédération           | Équipe d'Eswatini de rugby       | Championnat                     | Rugby à XV en Eswatini       |
| Ghana          | 2004   | Fédération           | Équipe du Ghana de rugby         | Championnat                     | Rugby à XV au Ghana          |
| Lesotho        | 2022   | Fédération           | Équipe du Lesotho de rugby       | Championnat                     | Rugby à XV au Lesotho        |
| Kenya          | 1990   | Fédération           | Équipe du Kenya de rugby         | Championnat                     | Rugby à XV au Kenya          |
| Madagascar     | 1998   | Fédération           | Équipe de Madagascar de rugby    | Championnat                     | Rugby à XV à Madagascar      |
| Mali           | 2004   | Fédération           | Équipe du Mali de rugby          | Championnat                     | Rugby à XV au Mali           |
| Maroc          | 1988   | Fédération           | Équipe du Maroc de rugby         | Championnat                     | Rugby à XV au Maroc          |
| Maurice        | 2004   | Fédération           | Équipe de Maurice de rugby       | Championnat                     | Rugby à XV à Maurice         |
| Mauritanie     | 2003   | Fédération           | Équipe du Mauritanie de rugby    | Championnat                     | Rugby à XV en Mauritanie     |
| Namibie        | 1990   | Fédération           | Équipe de Namibie de rugby       | Championnat                     | Rugby à XV en Namibie        |
| Nigeria        | 2001   | Fédération           | Équipe du Nigeria de rugby       | Championnat                     | Rugby à XV au Nigéria        |
| Ouganda        | 1997   | Fédération           | Équipe d'Ouganda de rugby        | Championnat                     | Rugby à XV en Ouganda        |
| Rwanda         | 2004   | Fédération           | Équipe du Rwanda de rugby        | Championnat                     | Rugby à XV au Rwanda         |
| Sénégal        | 1999   | Fédération           | Équipe du Sénégal de rugby       | Championnat                     | Rugby à XV au Sénégal        |
| Tanzanie       | 2004   | Fédération           | Équipe de Tanzanie de rugby      | Championnat                     | Rugby à XV en Tanzanie       |
| Togo           | 2004   | Fédération           | Équipe du Togo de rugby          | Championnat                     | Rugby à XV au Togo           |
| Tunisie        | 1988   | Fédération           | Équipe de Tunisie de rugby       | Championnat                     | Rugby à XV en Tunisie        |
| Zambie         | 1995   | Fédération           | Équipe de Zambie de rugby        | Championnat                     | Rugby à XV en Zambie         |
| Zimbabwe       | 1987   | Fédération           | Équipe du Zimbabwe de rugby      | Championnat                     | Rugby à XV au Zimbabwe       |

### Amérique du Nord
| Pays                            | Entrée | Fédération nationale | Équipe nationale                                   | Championnat national (création) | Rugby à XV national                          |
| ------------------------------- | ------ | -------------------- | -------------------------------------------------- | ------------------------------- | -------------------------------------------- |
| Bahamas                         | 1996   | Fédération           | Équipe des Bahamas de rugby                        | Championnat                     | Rugby à XV aux Bahamas                       |
| Barbade                         | 1995   | Fédération           | Équipe de la Barbade de rugby                      | Championnat                     | Rugby à XV à la Barbade                      |
| Bermudes                        | 1992   | Fédération           | Équipe des Bermudes de rugby                       | Championnat                     | Rugby à XV aux Bermudes                      |
| Îles Vierges britanniques       | 2001   | Fédération           | Équipe des Îles Vierges britanniques de rugby      | Championnat                     | Rugby à XV aux Îles Vierges britanniques     |
| Canada                          | 1987   | Fédération           | Équipe du Canada de rugby                          | Championnat                     | Rugby à XV au Canada                         |
| Îles Caïmans                    | 1997   | Fédération           | Équipe des Îles Caïmans de rugby                   | Championnat                     | Rugby à XV aux Îles Caïmans                  |
| États-Unis                      | 1987   | Fédération           | Équipe des États-Unis de rugby                     | Championnat                     | Rugby à XV aux États-Unis                    |
| Guyana                          | 1995   | Fédération           | Équipe du Guyana de rugby                          | Championnat                     | Rugby à XV au Guyana                         |
| Jamaïque                        | 1996   | Fédération           | Équipe de Jamaïque de rugby                        | Championnat                     | Rugby à XV en Jamaïque                       |
| Mexique                         | 2006   | Fédération           | Équipe du Mexique de rugby                         | Championnat (1973)              | Rugby à XV au Mexique                        |
| Sainte-Lucie                    | 1996   | Fédération           | Équipe de Sainte-Lucie de rugby                    | Championnat                     | Rugby à XV à Sainte-Lucie                    |
| Saint-Vincent-et-les-Grenadines | 2003   | Fédération           | Équipe de Saint-Vincent-et-les-Grenadines de rugby | Championnat                     | Rugby à XV à Saint-Vincent-et-les-Grenadines |
| Trinité-et-Tobago               | 1992   | Fédération           | Équipe de Trinité-et-Tobago de rugby               | Championnat                     | Rugby à XV à Trinité-et-Tobago               |

### Océanie
| Pays                      | Entrée | Fédération nationale | Équipe nationale                             | Championnat national (création) | Rugby à XV national                     |
| ------------------------- | ------ | -------------------- | -------------------------------------------- | ------------------------------- | --------------------------------------- |
| Australie                 | 1949   | Fédération           | Équipe d'Australie de rugby                  | Championnat                     | Rugby à XV en Australie                 |
| Îles Cook                 | 1995   | Fédération           | Équipe des Îles Cook de rugby                | Championnat                     | Rugby à XV aux Îles Cook                |
| Fidji                     | 1997   | Fédération           | Équipe des Fidji de rugby                    | Championnat                     | Rugby à XV aux Fidji                    |
| Niue                      | 1999   | Fédération           | Équipe de Niué de rugby                      | Championnat                     | Rugby à XV à Niué                       |
| Nouvelle-Zélande          | 1949   | Fédération           | Équipe de Nouvelle-Zélande de rugby          | Championnat                     | Rugby à XV en Nouvelle-Zélande          |
| Papouasie-Nouvelle-Guinée | 1993   | Fédération           | Équipe de Papouasie-Nouvelle-Guinée de rugby | Championnat                     | Rugby à XV en Papouasie-Nouvelle-Guinée |
| Îles Salomon              | 1999   | Fédération           | Équipe des Îles Salomon de rugby             | Championnat                     | Rugby à XV aux Îles Salomon             |
| Samoa                     | 1988   | Fédération           | Équipe des Samoa de rugby                    | Championnat                     | Rugby à XV aux Samoa                    |
| Samoa américaines         | 2012   | Fédération           | Équipe des Samoa américaines de rugby        | Championnat                     | Rugby à XV aux Samoa américaines        |
| Tahiti                    | 1994   | Fédération           | Équipe de Tahiti de rugby                    | Championnat                     | Rugby à XV à Tahiti                     |
| Tonga                     | 1987   | Fédération           | Équipe des Tonga de rugby                    | Championnat                     | Rugby à XV aux Tonga                    |
| Vanuatu                   | 1999   | Fédération           | Équipe du Vanuatu de rugby                   | Championnat                     | Rugby à XV au Vanuatu                   |

### Asie
| Pays                | Entrée | Fédération nationale | Équipe nationale                        | Championnat national (création) | Rugby à XV national                |
| ------------------- | ------ | -------------------- | --------------------------------------- | ------------------------------- | ---------------------------------- |
| Afghanistan         | -      | Fédération           | Équipe d'Afghanistan de rugby           | Championnat                     | Rugby à XV en Afghanistan          |
| Arabie saoudite     | -      | Fédération           | Équipe d'Arabie saoudite de rugby       | Championnat                     | Rugby à XV en Arabie saoudite      |
| Brunei              | 2013   | Fédération           | Équipe de Brunei de rugby               | Championnat                     | Rugby à XV à Brunei                |
| Cambodge            | 2004   | Fédération           | Équipe du Cambodge de rugby             | Championnat                     | Rugby à XV au Cambodge             |
| Chine               | 1997   | Fédération           | Équipe de Chine de rugby                | Championnat                     | Rugby à XV en Chine                |
| Corée du Sud        | 1988   | Fédération           | Équipe de Corée du Sud de rugby         | Championnat                     | Rugby à XV en Corée du Sud         |
| Émirats arabes unis | 2012   | Fédération           | Équipe des Émirats arabes unis de rugby | Championnat                     | Rugby à XV aux Émirats arabes unis |
| Guam                | 1998   | Fédération           | Équipe de Guam de rugby                 | Championnat                     | Rugby à XV à Guam                  |
| Hong Kong           | 1988   | Fédération           | Équipe de Hong Kong de rugby            | Championnat                     | Rugby à XV à Hong Kong             |
| Inde                | 2001   | Fédération           | Équipe d'Inde de rugby                  | Championnat                     | Rugby à XV en Inde                 |
| Indonésie           | 2008   | Fédération           | Équipe d'Indonésie de rugby             | Championnat                     | Rugby à XV en Indonésie            |
| Iran                | 2010   | Fédération           | Équipe d'Iran de rugby                  | Championnat                     | Rugby à XV en Iran                 |
| Japon               | 1987   | Fédération           | Équipe du Japon de rugby                | Championnat                     | Rugby à XV au Japon                |
| Jordanie            | 2020   | Fédération           | Équipe de Jordanie de rugby             | Championnat                     | Rugby à XV en Jordanie             |
| Kazakhstan          | 1997   | Fédération           | Équipe du Kazakhstan de rugby           | Championnat                     | Rugby à XV au Kazakhstan           |
| Kirghizistan        | 2004   | Fédération           | Équipe du Kirghizistan de rugby         | Championnat                     | Rugby à XV au Kirghizistan         |
| Laos                | 2004   | Fédération           | Équipe du Laos de rugby                 | Championnat                     | Rugby à XV au Laos                 |
| Malaisie            | 1988   | Fédération           | Équipe de Malaisie de rugby             | Championnat                     | Rugby à XV en Malaisie             |
| Mongolie            | 2004   | Fédération           | Équipe de Mongolie de rugby             | Championnat (2012)              | Rugby à XV en Mongolie             |
| Népal               | 2020   | Fédération           | Équipe du Népal de rugby                | Championnat                     | Rugby à XV au Népal                |
| Pakistan            | 2004   | Fédération           | Équipe du Pakistan de rugby             | Championnat                     | Rugby à XV au Pakistan             |
| Philippines         | 2004   | Fédération           | Équipe des Philippines de rugby         | Championnat                     | Rugby à XV aux Philippines         |
| Qatar               | 2020   | Fédération           | Équipe du Qatar de rugby                | Championnat                     | Rugby à XV au Qatar                |
| Singapour           | 1989   | Fédération           | Équipe de Singapour de rugby            | Championnat                     | Rugby à XV à Singapour             |
| Sri Lanka           | 1988   | Fédération           | Équipe du Sri Lanka de rugby            | Championnat                     | Rugby à XV au Sri Lanka            |
| Taipei chinois      | 1986   | Fédération           | Équipe de Taipei chinois de rugby       | Championnat                     | Rugby à XV au Taipei chinois       |
| Thaïlande           | 1989   | Fédération           | Équipe de Thaïlande de rugby            | Championnat                     | Rugby à XV en Thaïlande            |
| Ouzbékistan         | 2004   | Fédération           | Équipe d'Ouzbékistan de rugby           | Championnat                     | Rugby à XV en Ouzbékistan          |

### Autres équipes disparues
| Pays             | Entrée | Dissolution | Fédération nationale | Équipe nationale                   | Championnat national (création) | Rugby à XV national |
| ---------------- | ------ | ----------- | -------------------- | ---------------------------------- | ------------------------------- | ------------------- |
| Golfe Persique   | 1990   | 2010        | Fédération           | Équipe du golfe Persique de rugby  | Championnat (1975)              | -                   |
| Afrique de l'Est | 1953   | inconnue    | Fédération           | Équipe d'Afrique de l'Est de rugby | -                               | -                   |

## Compétitions internationales

### Équipes nationales
| Tournoi                          | Participants                                                               | Création | Périodicité    |
| -------------------------------- | -------------------------------------------------------------------------- | -------- | -------------- |
| Coupe du monde                   | Les 12 meilleures équipes de l'édition précédente et 8 nations qualifiées. | 1987     | Quadriannuelle |
| Tournoi des Six Nations          | Angleterre, Écosse, France, Pays de Galles, Irlande, Italie                | 1882     | Annuelle       |
| The Rugby Championship           | Afrique du Sud, Argentine, Australie, Nouvelle-Zélande                     | 1996     | Annuelle       |
| Coupe des nations du Pacifique   | Canada, États-Unis, Fidji, Japon, Samoa, Tonga                             | 1982     | Annuelle       |
| Championnat européen des nations | 35 nations européennes ne participant pas au Tournoi des Six Nations       | 1935     | Annuelle       |
| Coupe des nations                | Variable, en 2019 : Argentine A, Namibie, Russie, Uruguay                  | 2006     | Annuelle       |
| Coupe Victoria                   | Kenya, Ouganda, Zambie, Zimbabwe                                           | 2010     | Annuelle       |
| Coupe du monde féminine          | Les 12 meilleures équipes au classement international                      | 1991     | Quadriannuelle |
| Tournoi des Six Nations féminin  | Angleterre, Écosse, France, Pays de Galles, Irlande, Italie                | 1996     | Annuelle       |

Disparue
| Tournoi         | Participants     | Création | Disparition |
| --------------- | ---------------- | -------- | ----------- |
| Jeux olympiques | Nations invitées | 1900     | 1924        |

### Clubs et provinces
| Tournoi            | Pays participants                                                   | Création | Périodicité |
| ------------------ | ------------------------------------------------------------------- | -------- | ----------- |
| Super Rugby        | Afrique du Sud, Australie, Nouvelle-Zélande, Argentine, Japon       | 1996     | Annuelle    |
| Coupe d'Europe     | Angleterre, Écosse, France, Pays de Galles, Irlande, Italie         | 1995     | Annuelle    |
| Challenge européen | Angleterre, Écosse, France, Pays de Galles, Irlande, Italie, Russie | 1996     | Annuelle    |
| Pro14              | Afrique du Sud, Écosse, Irlande, Italie, Pays de Galles             | 2001     | Annuelle    |